# Древна история на Камбоджа
Древната история на Камбоджа обхваща времето от палеолита до Кхмерската империя.

## Праистория и древни кралства
Съществуват археологически доказателства, според които части от територията на днешна Камбоджа са били населени още през второто и първото хилядолетие пр.н.е. от народи с неолитна култура. До началото на I век местното население вече било развило сравнително стабилни и организирани общества, които отдавна били преминали първоначалната фаза на развитие на културата и техническите умения. Най-развитите групи хора живеели покрай брега и в долината и делтата на долен Меконг. Там те култивирали ориз с помощта на напоителни системи и опитомявали домашни животни.
Учените смятат, че тези хора вероятно са били от австроазиатски произход и са имали родствена връзка с предшествениците на етносите, които днес населяват островната част на Югоизточна Азия, както и много острови в Тихия океан. Те можели да обработват метали – включително бронз и желязо – и притежавали навигационни умения. Мон-кхмерите, които пристигнали по-късно, вероятно се смесили с тях. Кхмерите, които днес населяват Камбоджа, може би са се преселили от Югоизточен Китай в полуостров Индокитай през I век Смята се, че те са пристигнали на полуострова преди днешните си виетнамски, тайландски и лаоски съседи.

## Древното индизирано кралство Фунан
По времето, когато древното население на Западна Европа възприема средиземноморската класическа култура и институции, народите от вътрешната (континенталната) и островната част на Югоизточна Азия са под влиянието на зародената през предишното хилядолетие цивилизация в Северна Индия. Британците, галите и иберийците били пряко повлияни от средиземноморската култура посредством завладяването и приобщаването им към Римската империя. Обратно, индизирането на Югоизточна Азия било по-дълъг процес от европейското романизиране, тъй като индийците никога не получили пряка власт над местното население, а и двата района били на голямо разстояние един от друг по суша и вода. Въпреки това, индийската религия, политическа мисъл, литература, митология и художествени мотиви постепенно станали част от културата на местното население в Югоизточна Азия. Кастовата система никога не била приложена, но индизацията подбудила местните народи към създаване на централизирани и добре организирани държави.
Фунан, първата индизирана държава, е обикновено смятана от камбоджанците за първото кхмерско кралство в района. Фунан е основан през I век в делтата на долен Меконг. Столицата му Вядхапура вероятно се намирала около днешния град Пуми Банам в провинцията Прай Венг. За пръв път името Фунан се споменава в описание на китайска мисия, която посетила страната през III век Самото име 'Фунан' идва от китайския превод на древната кхмерска дума 'бнам', която означава 'планина'. Не е известно как народът на Фунан в действителност е наричал себе си.
По времето на този ранен етап от развитието на Фунан населението вероятно било концентрирано в села покрай река Меконг и река Тонле Сап. Транспортът и комуникациите се осъществявали най-вече по вода – чрез реките и притоците към делтите им.
Областта предлагала естествени условия за развитието на икономика, основаваща се на риболов и култивиране на ориз. Съществуват солидни доказателства, според които икономиката на Фунан зависела от излишъците от ориз, произведени чрез екстензивно континентално напояване на почвата. Морската търговия също играла важна роля за развитието на Фунан. Сред останките от смятаното за главно пристанище на Фунан Ок Ео (намиращо се днес във Виетнам) има и римски, персийски, индийски и гръцки артефакти.
До началото на V век държавата вече упражнявала контрол над района около долен Меконг и района около Тонле Сап. Плащан му бил и данък от по-малки държави в местностите, които днес се намират в Северна Камбоджа, Южен Лаос, Южен Тайланд и северната част на Малайския полуостров.
Индизацията била благоприятствана от все по-засилващите се контакти със субконтинента чрез пътувания на търговци, дипломати и ерудирани брамани (индуси от най-висшата каста, обикновено причислявани към свещеничеството). Индийските имигранти, за които се смята, че са пристигнали през IV и V век, ускорили още повече процеса. До началото на V век културата на елита била изцяло индизирана. Използвал се санскрит; законите на Ману, индийския кодекс, били възприети; въведена била азбука, основаваща се на индийската писменост.
Фунан достигнал своя разцвет през V век В началото на VI век гражданските войни и династическите борби подкопали сигурността на Фунан, превръщайки го в относително лесна плячка за набезите на враждебно настроените му съседи. До края на VII век северната му съседка, кралство Чен-ла, го превърнала в свой васал.

## Наследничката Чен-ла
Народът на Чен-ла също бил кхмерски. След като установяват контрол върху Фунан, той започнал завоевателна кампания, продължила три столетия. Подчинени били Централен и Горен Лаос, анексирани били части от делтата на Меконг, а териториите на днешна Западна Камбоджа и Южен Тайланд били завладени.
Благородническите родове на Чен-ла се сродили с тези на Фунан, като по този начин запазили в общи линии по-ранните политически, обществени и религиозни институции на Фунан. През VIII век обаче, след спорове вътре в двора на Чен-ла, кралството било разделено на две половини. Според китайските хроники, тези две части били наречени Чен-ла Суша (или Горна Чен-ла) и Чен-ла Вода (или Долна Чен-ла). Чен-ла Суша поддържала сравнително стабилно своето съществуване, докато Чен-ла Вода била непрекъснато подложена на размирици.
В края на VIII век Чен-ла Вода била подчинена от пирати от Ява, Суматра и Малайския полуостров. До началото на IX век тя, както изглежда, станала васал на яванската династия Саилендра. Според преданията, последният крал на Чен-ла Вода бил убит около 790 г. от явански монарх, когото той обидил преди това. Окончателният победител в борбата, която последвала, бил владетелят на малка кхмерска държава, разположена на север от делтата на Меконг. Той поел властта под името Джаяварман II (ок. 802 – 850), а неговото царуване ознаменувало освобождението на кхмерите от сюзеренитета на Ява и създаването на обединена кхмерска нация.

## Ангкор
Ангкорският период, известен още като Кхмерската империя, обхваща времето от началото на IX в. до началото на XV в. Отнасяйки се до културните постижения и политическа власт, този период може да се нарече златен век на кхмерската цивилизация. Величествените храмове в района на Ангкор са трайно свидетелство за величието на наследниците на Джаяварман II. Кралството, основано от Джаяварман II, дало името на днешна Камбоджа, или Кампучеа. От началото на IX в. до средата на XV в. то било известно като Камбуджа, което първоначално било името на северноиндийска държава.
Суряварман II (1113 – 1150), един от най-великите ангкорски монарси, увеличил територията на кралството след поредица от успешни войни срещу кралство Чампа, което се намирало в Централен Виетнам, кралство Нам Виет в Северен Виетнам, и малки държави на народността мон на запад до река Иравади в Бурма. Той превръща тайландските народи, мигрирали в Югоизточна Азия от Юнан, район в Южен Китай, в свои васали и установил сюзеренитет над северната част на Малайския полуостров.
Чам в крайна сметка били изтласкани и завладени от Джаяварман VII, чието царуване (1181 – ок. 1218) било връхна точка на могъществото на Камбуджа. За разлика от своите предшественици, които възприели култа към индуския бог-крал, Джаяварман VII бил ревностен привърженик на Махаяна-будизма. Удостоил се сам като Бодхисатва, той започнал трескаво да строи, като някои от неговите постройки включват Ангкор Том и Байон, забележителен храм, чиито каменни кули изобразявали 216 лица на буди, богове и крале. Подобно на римските императори, той създал система от пътища между столицата си и градовете в провинцията.
Ангкорското общество се подчинявало строго на йерархията. Кралят, към когото се отнасяли като към божество, притежавал земята и поданиците си. Веднага след монарха и семейството му падали браманите и малка класа длъжностни лица, които били около 4000 през X век. След това идвали обикновените граждани, които имали задължения, свързани с насилствен труд. Имало също така и голяма класа от роби, която, подобна на масите в древен Египет, построила вечните монументи.
След като Джаяварман VII умрял, Камбуджа навлязла в дълъг период на упадък, който довел до разпадането ѝ. Тайландците ставали все по-голяма заплаха за западните граници на империята. Разпространението на Тхеравада-будизма, който дошъл от Шри Ланка чрез кралства на мон, предизвикал кралските индуски и махаянско-будистки култове. Проповядвайки аскетизъм и спасение на личността чрез собствените му усилия, Тхеравада-будизмът не дал доктринна подкрепа на обществото, управлявано от богатата кралска власт, която се крепяла на практика на робството на масите.